# Pangasius sanitwongsei
Espèce
Statut de conservation UICN

 CR A2acd : 
En danger critique
Pangasius sanitwongsei, le Pangasius géant ou Panga géant, est une espèce de silures de la famille des Pangasiidae, du genre Pangasius. C'est un des 10 plus gros poissons d'eau douce de la planète connu actuellement.
L'espèce est considérée comme en danger critique d'extinction par l'Union internationale pour la conservation de la nature qui l'a classée dans sa liste des 100 espèces les plus menacées au monde en 2012.

## Répartition et habitat
Le pangasius géant est endémique du bassin de deux des plus grands fleuves de la péninsule indochinoise le Chao Phraya et le Mékong.

Bassin du Mékong en vert avec le lac Tonle Sap en bleu et bassin du Chao Phraya en rose

## Description
Le panga géant peut atteindre 300 cm de long et peser 300 kg.

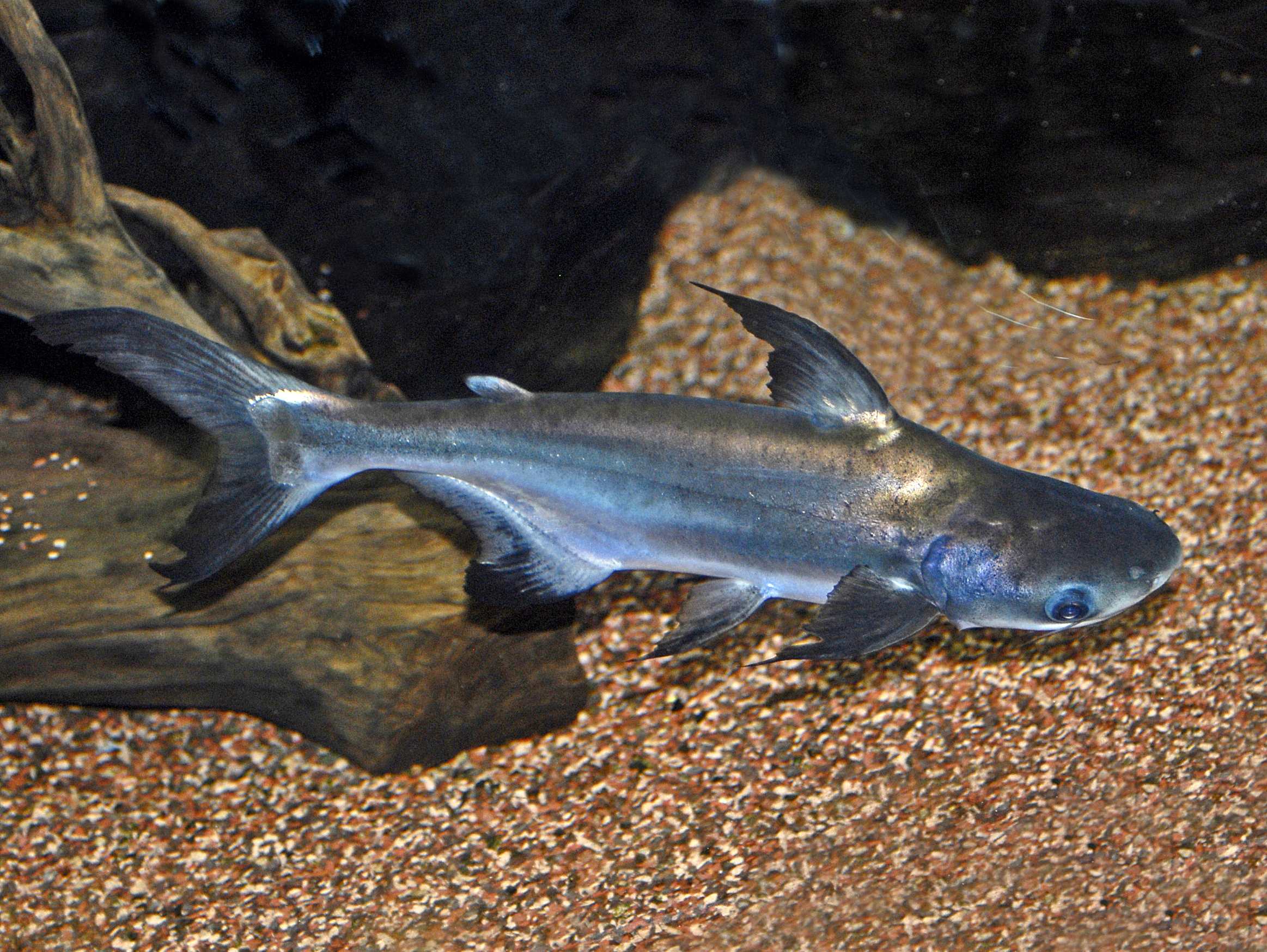
Museo di storia naturale dell'Università di Pisa, Calci, Italie
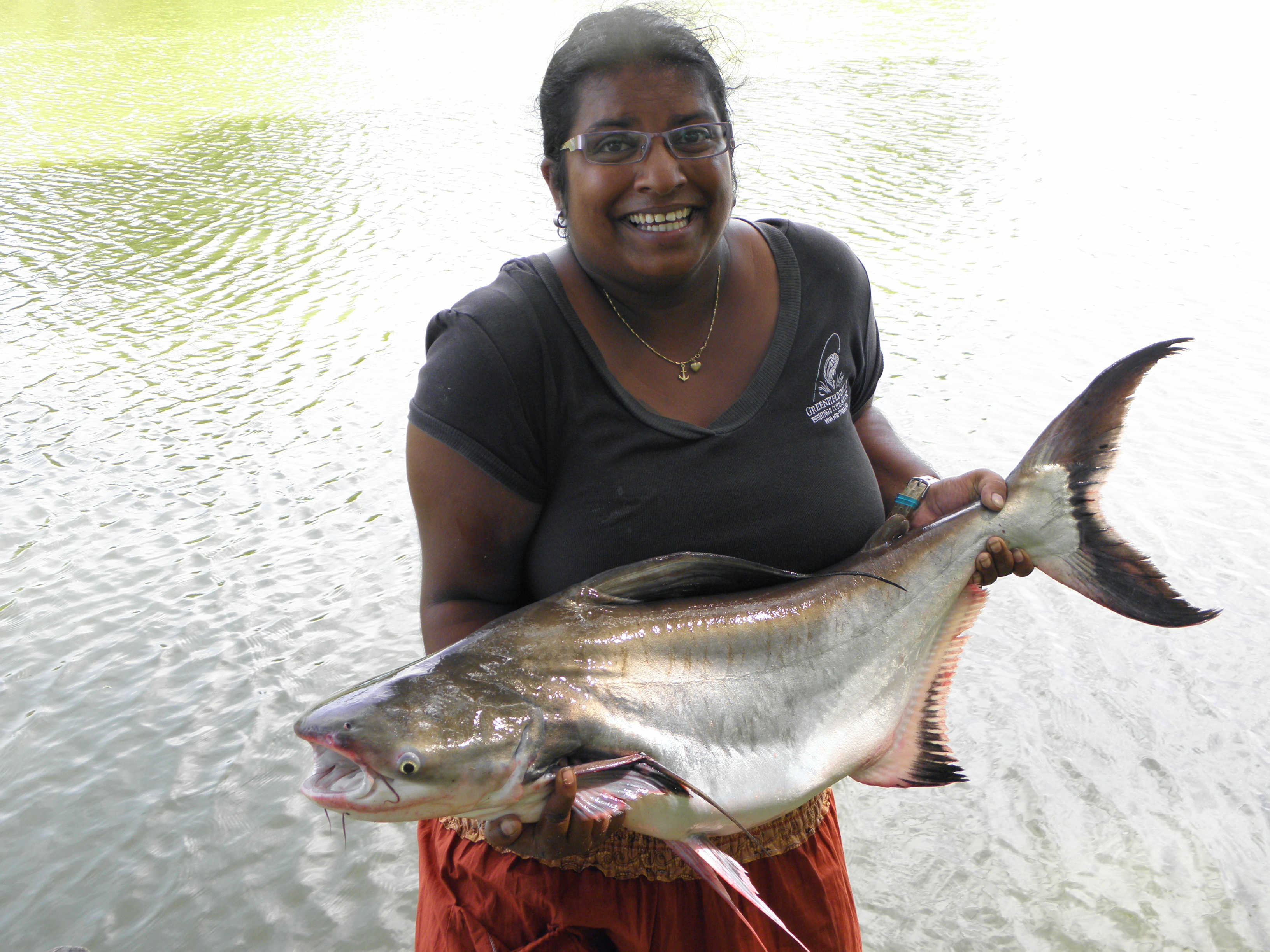
Spécimen de 32 kg
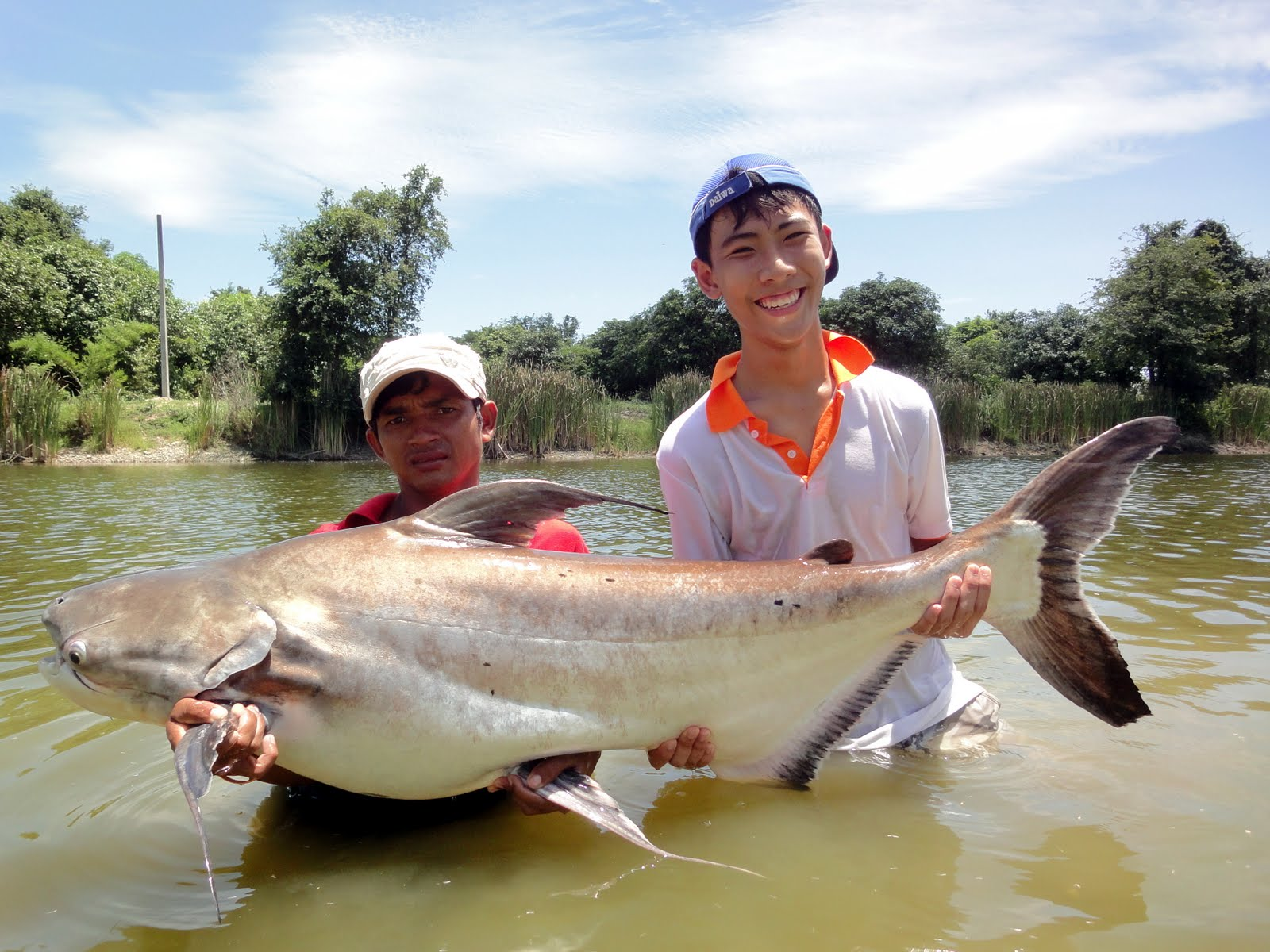
Spécimen de 70 kg
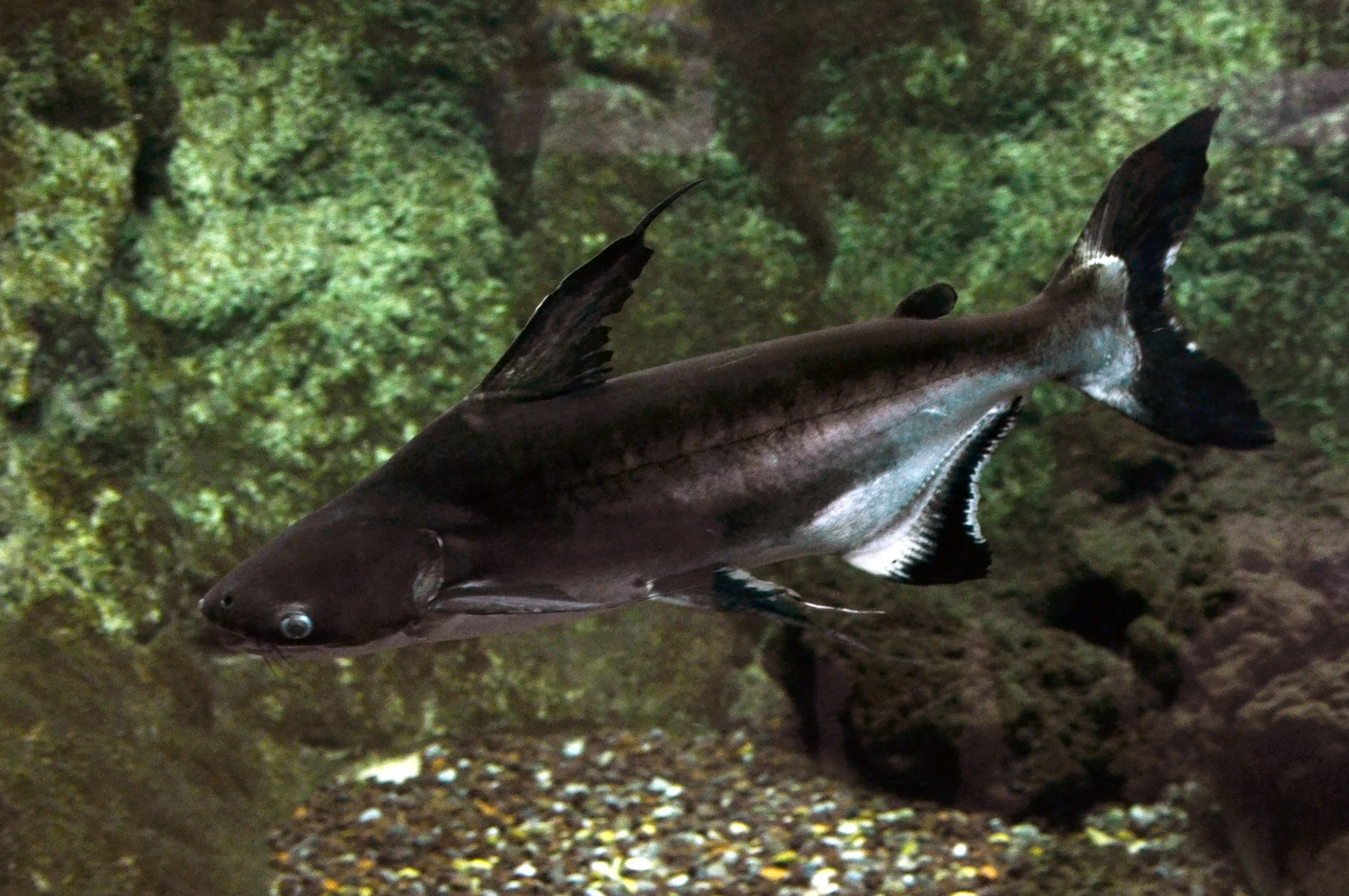
Aquarium de la porte dorée, Paris

Sa longévité dans la nature est inconnue mais en captivité il peut vivre 20 ans.

## Alimentation
Le pangasius géant est un poisson carnivore qui mange des petits poissons et des crustacés dont des crevettes et aussi parfois d'autres poissons-chats.

## Reproduction
Cette espèce fraie juste avant la mousson en avril ou mai. Dès la mi-juin, les jeunes poissons mesurent déjà près de 10 cm de long.